# 2025年以色列—巴勒斯坦野火
東歐夏令時間2025年4月30日，以色列及其佔領的約旦河西岸地區出現大規模野火，耶路撒冷周邊猶大山脈一帶至少有100處起火點。以色列已向鄰近國家請求支援撲救，並宣佈全國進入緊急狀態，同時調派以色列國防軍協助撲滅火勢。
鄰近耶路撒冷以西約30公里的多個社區，包括尼夫沙洛姆、貝科、塔奧茲、梅沃荷倫、米什馬爾阿亞隆和納雄均已被疏散，至少45人受傷。
電視畫面可見，火勢蔓延至公路兩旁，民眾被迫棄車逃生。通往耶路撒冷的兩條主要幹道1號公路和3號公路亦已全面封閉。
火勢在短時間內迅速擴散，迫使以色列再次向國際求助。野火目前已波及耶路撒冷以西的森林與村落。

## 背景
為慶祝猶太植樹節，猶太國家基金在以色列種植逾2.4億棵樹。該節日旨在歌頌樹木與自然生命。不過，基金過度集中栽種松樹，使單一樹種在全境擴散，不但削弱生態多樣性，更可能提高山火爆發風險。環境防衛聯盟批評該基金的林業管理政策，過分依賴「高度易燃」的松樹，並在缺乏政府和公眾監察的情況下大量使用有毒除草劑。
野火一向是耶路撒冷山區常見的自然災害。1987年至2009年間，當地共發生約4000宗野火，惟大多火場規模不大，燒毀面積少於100杜納畝（約0.1平方公里）。根據估算，每12年會出現一次嚴重山火（焚毀面積逾6000杜納畝），而規模約1500杜納畝的山火則平均每四年發生一次。當地上一次發生大型野火是在2021年。
美國加利福尼亞州洛杉磯於2025年1月發生嚴重野火後，有消防官員指出，以色列缺乏足夠人力應對類似災情，全國每4500人僅配一名消防員。以色列國會研究與資訊中心早於2023年的報告亦顯示，該國僅有123個消防站，距離所需的150個仍有差距，現役消防員僅有2400人，較預估需求的3366人為少。
在本輪野火發生前，以色列氣象局已警告耶路撒冷丘陵地區存在嚴重山火風險。以色列消防救援局作出預防部署，安排人員候命，並禁止露天燃火，惟其他部門未有採取相應措施。一週前的4月23日上午約11時，該區曾發生一宗野火，導致以實陶、梅西拉特錫安和貝特梅爾三條村落須即時疏散，第1、38及44號公路亦要暫時封閉。當時出動約110隊消防隊伍、11架滅火飛機及一架直升機。火勢於翌日受控，其間約有70隊消防隊伍和Elad中隊的6架滅火飛機參與行動。據自然與公園管理局指，該場火災共焚毀約10000杜納畝林地。

## 野火
2025年4月30日清晨，適逢以色列陣亡將士紀念日，耶路撒冷郊區以實陶與拉特倫之間爆發大規模野火，火勢迅速蔓延。當局指尼夫沙洛姆為重災區，並確認另外五個主要起火點，包括3號公路、加拿大公園、梅西拉特錫安、哈雷爾及貝特謝梅什。耶路撒冷地區消防指揮官施穆里克·弗里德曼表示，當日上午約9時半，梅西拉特錫安附近首先起火，強風令火舌向西擴散，隨後轉向東推進。他指出，火勢或為以色列史上最嚴重的一次，現時仍未受控。猶太國家基金估算，此輪火災已焚毀約11700杜納畝，加拿大公園幾乎全被吞噬。
網上影片顯示，1號公路沿線空氣中煙霧密佈，該道路為耶路撒冷通往特拉維夫的主要幹道。至少9人從車中獲救，不少駕駛者更棄車逃生。當場有三輛無人車及一輛貨車被火焚毀。莫迪因馬加比勒特山坡亦出現火災，拉特倫以色列裝甲部隊紀念館一帶亦遭火舌逼近，當地擺放多輛退役坦克。一座天主教修道院差點遭殃，惟天主教耶路撒冷宗主教區表示，現階段尚難確定修院有否受損。另有一處軍營被大火吞噬，多名士兵一度受困。佩塔提克瓦一帶亦錄得火警報告。
最初火勢之所以迅速擴散，乃因風速高達每小時40英里。氣象預測當日風速將進一步增至每小時90至100公里。以色列總理本雅明·內塔尼亞胡形容，此次火災源於「乾燥天氣與強風結合的致命效應」，並警告強風「可輕易將火勢推向耶路撒冷市郊，甚至直逼市區」。由於冬季較為溫和，植物水分偏低，加上氣溫極高，火勢更易蔓延。多個地區氣溫介乎攝氏36至39度，濕度降至不足10%。雖然西內蓋夫沙漠局部地區錄得短暫降雨，惟總體雨量不足以控制火災。陣風一度高達每小時95 km/h（60 mph），導致滅火飛機一度無法升空。
至翌日下午約5時，當局仍在處理五個活躍火場，共出動76支消防與救援隊伍、4架滅火飛機及40部全地形車支援。晚上6時22分，官方宣佈火勢受控。
當日深夜，消防人員仍在吉瓦特華盛頓區一帶處理數個較小、可控火場。

## 緊急應變行動
至4月30日傍晚，以色列消防救援局共出動163支消防隊與12架滅火飛機。國防軍的後方司令部及科技與後勤局亦投入逾50輛消防車、多支搜救小隊，並提供超過30萬公升水源支援。同時，國防軍動員數十部工程機械參與火場救援。
以色列國防軍總參謀長埃亞勒·扎米爾下令軍方全面投入救災。以色列空軍派遣多支滅火小組及四架C-130J「超級大力士」運輸機，於當晚共投擲逾95次阻燃劑。空軍第669部隊以直升機與Beechcraft King Air飛機進行空中搜索；以色列軍事情報局下屬的9900部隊則動用飛機與衛星繪製火災擴散圖像。

### 國際支援
火災發生後，以色列外交部部長吉德翁·薩爾向多國發出援助請求，包括英國、法國、捷克、瑞典、阿根廷、西班牙、北馬其頓與亞塞拜疆。較早前，以色列亦已向希臘、塞浦路斯、克羅地亞、意大利與保加利亞正式求援。克羅地亞與意大利迅速響應，合共派出三架Canadair CL-415滅火機。
羅馬尼亞宣佈將派出兩架飛機協助滅火。西班牙外交部部長何塞·曼努埃爾·阿爾巴雷斯宣佈將派遣兩架滅火機，法國亦表示願意派出一架飛機參與行動。厄瓜多爾與烏克蘭等國亦表示願提供援助，另有國家主動提議派出直升機。巴勒斯坦自治政府亦表示願派消防隊協助耶路撒冷周邊救災，但以方並未作出回應。

## 影響
雖然未有重大傷亡，但至少18人因吸入濃煙或燒傷而送往卡普蘭醫療中心與沙米爾醫療中心接受治療，其中包括兩名孕婦及兩名年僅一個月和六個月的嬰兒。大部分病患來自拉特倫地區。另有10人於現場接受治療後無需送院。根據紅大衛盾會稱，火場周邊有數百人健康受到威脅。至少17名消防員在滅火行動中受傷，當中兩人需留院觀察。當局已緊急疏散超過7000名居民。
多達10個社區被疏散，包括內韋伊蘭、肖雷什、納塔夫、亞德哈什莫納、以實陶和 米什馬爾阿亞隆，埃爾阿德地區亦有部分居民撤離。所有被撤離的居民已於翌日獲准返家。連接耶路撒冷與特拉維夫的1號公路封閉，3號、424號、444號及44號公路亦同時封路。以色列鐵路公司中止耶路撒冷至莫迪因的列車班次，阿什杜德一帶亦有鐵路停駛。
根據IQAir的監測數據，火災期間耶路撒冷一度成為全球空氣污染最嚴重的城市。至5月1日，猶太國家基金估計火災已燒毀約20000杜納畝土地，其中約13000杜納畝為林地。消防救援局表示，尚無民宅遭火災波及。位於約旦河西岸以色列佔領區的加拿大公園有七成被燒毀，損失程度被比擬為2010年奪走44人性命的卡梅爾山森林大火。拉丁宗主教區發言人法里德·朱布蘭表示，部分天主教社區的農田與建築受到嚴重破壞，但歷史性教堂建築未受損毀。
受火災影響，多地取消獨立日慶祝活動，包括耶路撒冷、特拉維夫、阿什凱隆、莫迪因馬加比勒特、貝爾謝巴、梅瓦塞雷特錫安、盧德、阿里埃勒、馬阿勒阿杜明及奧諾村。原訂在赫茨爾山舉行，象徵從陣亡將士紀念日轉至獨立日的的年度點火儀式亦宣佈取消，電視台改播放4月28日的彩排片段。人質與失蹤家庭論壇取消原訂於特拉維夫人質廣場的集會，以色列歌手薩里特·哈達德和佩爾·塔西則延後在阿什凱隆的演出。

## 原因
截至5月1日，山火原因仍有待調查。根據希伯來語媒體的初步評估，起火點梅西拉特錫安一帶當時遊客人數明顯高於平日，疑因登山客疏忽引發火警。另有部分官員與評論者，包括以色列總統伊薩克·赫爾佐格與前國會議員多夫‧凱寧，將此次大火歸因於氣候危機。

### 縱火指控
儘管耶路撒冷地區消防指揮官施穆里克·弗里德曼在火勢初期表示尚無明確起火原因，4月30日晚間，數名巴勒斯坦人因涉嫌企圖縱火而被捕，其中一人當場攜帶打火機與棉花等助燃物品。同一天，哈馬斯據稱於Telegram發出訊息，鼓動民眾「焚燒田地、森林與定居者住宅」。
5月1日，總理內塔尼亞胡聲稱已有18人因山火遭拘捕，但警方後來澄清實際僅有三人遭到扣留，其中一人原已在押，現時延長拘留期。

## 反應
總統赫爾佐格感謝所有參與滅火行動的人員，並呼籲正視氣候變遷對以色列帶來的長期威脅，強調政府與民眾需為未來的環境挑戰作出立法與政策準備。
但以色列國家安全部部長伊塔馬爾·本-格維爾卻採取強硬立場，直接指控巴勒斯坦人為縱火元兇，甚至公開呼籲處以死刑。
以色列消防與空中救援協會主席多夫·加內姆向Walla!表示，他近20年來不斷警告政府野火防範準備不足，但始終未被重視。
總理內塔尼亞胡之子亞伊爾·內塔尼亞胡在社交媒體發文，宣稱左翼「Kaplanist」（卡普蘭街的示威者）反對派刻意藉火災取消獨立日慶祝活動。他更聲稱「希望這次縱火僅出自阿拉伯人之手，並未與我方同謀」。該則言論隨後遭刪除。

## 外部鏈接
- 火災現場即時位置